# Talca (provincie)
Talca is een provincie van Chili in de regio Maule. De provincie telde 412.769 inwoners in 2017 en heeft een oppervlakte van 9938 km². Hoofdstad is Talca.

## Gemeenten
Talca is verdeeld in tien gemeenten:
- Constitución
- Curepto
- Empedrado
- Maule
- Pelarco
- Pencahue
- Río Claro
- Talca
- San Clemente
- San Rafael